# Hästgölen, Västergötland
Hästgölen är en sjö i Mullsjö kommun i Västergötland och ingår i Göta älvs huvudavrinningsområde. Sjöns area är 0,025 kvadratkilometer och den är belägen 312 meter över havet. Hästgölen ligger i Hästmossen vid kommungränsen mellan Mulllsjö och Ulricehamns kommuner. Nordbobäcken avvattnar Hästmossen norr ut vidare uti Brängen.